# Distrito de Banswara
Banswara (en hindi: बांसवाड़ा जिला) es un distrito de la India en el estado de Rajastán. Código ISO: IN.RJ.BN.
Comprende una superficie de 5037 km².
El centro administrativo es la ciudad de Banswara.

## Demografía
Según censo 2011 contaba con una población total de 1798194 habitantes, de los cuales 889 439 eran mujeres y 908 755 varones.